# Katherine Kurtz
Katherine Irene Kurtz (Coral Gables, Florida, Estados Unidos; 18 de octubre de 1944) es una escritora estadounidense de novela fantástica, conocida principalmente por su serie de fantasía histórica sobre los Deryni, formada por un total de dieciséis novelas.

## Trayectoria literaria
En 1970 publicó su primera novela, Deryni: el resurgir (Deryni Rising), que es también la primera de la saga de los Deryni. La trama transcurre durante la Edad Media en Gwynedd, uno de los ficticios Once Reinos de un País de Gales alternativo, donde los Deryni, una antigua raza dotada de poderes mágicos y paranormales, se enfrenta al poder de una pujante Iglesia medieval.
Su obra combina influencias tanto de la ciencia ficción y de la fantasía, como de la historia medieval y moderna. Algunos de los autores y obras que han influenciado su obra son Tolkien, El Cid, Star Trek, Dune de Frank Herbert, las películas Becket y Un hombre para la eternidad, y también el crítico y escritor James Blish, que despertó su interés por lo esotérico.
Debido a esa combinación de ciencia ficción y fantasía, Deryni: el resurgir está considerada como una de las primeras novelas de fantasía histórica, un subgénero de la novela de fantasía que se caracteriza por ser más cercano a la ficción histórica que a la mitología o la leyenda, como era habitual hasta entonces en las grandes obras de fantasía populares en aquella época como las de Tolkien y otros autores fantásticos.
Esta primera novela tuvo continuación en una serie formada por un total de dieciséis obras, la última de las cuales The King's Deryni, se publicó en 2014. También es autora, junto con Deborah Turner Harris, de las series The Adept y Templar Books.
Algunas de sus obras han sido publicadas en español en la colección Nova de Ediciones B, especializada en ciencia ficción y literatura fantástica.

## Principales obras

### Serie de los Deryni
The Chronicles of the Deryni (Crónicas de los Deryni)
- Deryni Rising (1970) (Deryni: el resurgir; Nova, 1991)
- Deryni Checkmate (1972) (Deryni: jaque mate; Nova, 1991)
- High Deryni (1973) (Deryni: la grandeza; Nova, 1991)

The Legends of Camber of Culdi
- Camber of Culdi (1976)
- Saint Camber (1978)
- Camber the Heretic (1981)

The Histories of King Kelson
- The Bishop's Heir (1984)
- The King's Justice (1985)
- The Quest for Saint Camber (1986)

The Heirs of Saint Camber
- The Harrowing of Gwynedd (1989)
- King Javan's Year (1992)
- The Bastard Prince (1994)

The Childe Morgan Trilogy
- In the King's Service (2003)
- Childe Morgan (2006)
- The King's Deryni (2014)

- Otras novelas de la serie

- King Kelson's Bride (2000)